# 미트 페어런츠 3
《미트 페어런츠 3》(영어: Little Fockers 혹은 영어: Meet the Parents: Little Fockers)은 2010년에 개봉한 미국의 로맨틱 코미디 영화이다. 《미트 페어런츠》(2000)와 《미트 페어런츠 2》(2004)의 속편이다. 로버트 드니로, 벤 스틸러, 오언 윌슨, 더스틴 호프먼, 바브라 스트라이샌드, 블라이드 대너, 테리 폴로 등 전편 주요 출연진이 그대로 재등장하며, 제시카 앨바, 로라 던, 케빈 하트, 하비 카이텔 등이 새로 합류하였다.
대체로 부정 평가를 받았으며, 제31회 골든 라즈베리상에서 최악의 각본상과 여우조연상(앨바, 스트라이샌드) 후보에 올라 제시카 앨바가 최악의 여우조연상을 수상하였다.

## 줄거리
전편으로부터 5년 뒤. 간호사 그레그와 아내 팸은 다섯 번째 생일이 다가오는 쌍둥이 서맨사와 헨리를 키우고 있다.
최근 심장 질환이 생긴 잭은 번스가의 후계자로 삼으려했던 사위 밥이 한 간호사와 불륜하여 둘째 딸 데비와 이혼하자 그레그에게 대신 후계자 자리를 제안한다. 한편 그레그는 제약 회사 영업 사원 앤디에게 섭외되어 부업으로 발기 부전 치료제 홍보를 하게 된다.
이후 여러 오해가 겹치면서 잭은 그레그도 바람을 피우고 있는 게 아닌가 의심하는데...

## 출연
- 로버트 드니로 - 잭 번스 역
- 벤 스틸러 - 그레그 포커 역
- 오언 윌슨 - 케빈 롤리 역
- 더스틴 호프먼 - 버니 포커 역
- 바브라 스트라이샌드 - 로즈 포커 역
- 블라이드 대너 - 디나 번스 역
- 테리 폴로 - 팸 번스 포커 역
- 제시카 앨바 - 앤디 가르시아 역
- 로라 던 - 프루던스 역
- 케빈 하트 - 루이스 간호사 역
- 데이지 테이핸 - 서맨사 포커 역
- 토머스 매카시 - 밥 뱅크스 의사 역
- 하비 카이텔 - 랜디 위어 역
- 율 바스케스 - 주니어 역
- 올가 폰다 - 스베틀라나 역
- 롭 휴블 - 추잡한 의사 역
- 존 디매지오/조던 필 - 응급구조사 역
- 디팍 초프라 - 본인 역
- 닉 크롤 - 젊은 의사 역
- 리처드 코토프스키
- 에이미 스틸러
- 데이비드 월리엄스
- 폴 허먼
- 로버트 미아노
- 로이 존스 주니어

## 기타 제작진
- 배역: 조지프 미들턴
- 미술: 윌리엄 아널드
- 세트: 데이비드 스미스
- 의상: 몰리 매기니스
- 분장: 스티브 아트먼트, 케이트 비스코, 비어트리스 데이앨바, 바버라 로렌즈, 수지 오스토스, 트리샤 소여
- 헤어: 도미닉 맹고
- 제작 관리: 윌 와이스키, 메러디스 잼스키
- 조감독: 래리 D. 캐츠, 스테펀 랜드, 앤디 스펠먼, 개릿 워런